# Guilherme Farinha
Guilherme Adolfo de Almeida Farinha (n. Lisboa, Portugal, 11 de febrero de 1956) es un exfutbolista y entrenador portugués. 
También dirigió recientemente a la Universidad de Costa Rica y a la Liga Deportiva Alajuelense. Con este último conquistó dos títulos entre 1999 y 2001, durante su primera experiencia en Costa Rica.

## Clubes como técnico
| Club                                 | País         | Año         |
| ------------------------------------ | ------------ | ----------- |
| S.L.Fanhões (U-19)                   | Portugal     | 1985 - 1986 |
| F.C. Oliveira do Hospital            | Portugal     | 1988 - 1989 |
| Selección de fútbol de Guinea-Bissau | Guinea-Bisáu | 1990 - 1994 |
| S.C. Praiense                        | Portugal     | 1994 - 1995 |
| S.C. Horta                           | Portugal     | 1995 - 1996 |
| Cerro Corá                           | Paraguay     | 1997 - 1999 |
| Alajuelense                          | Costa Rica   | 1999 - 2001 |
| Casa Pia AC                          | Portugal     | 2001 - 2002 |
| Académico de Viseu                   | Portugal     | 2002 - 2003 |
| Cerro Corá                           | Paraguay     | 2003        |
| Casa Pia AC                          | Portugal     | 2003 - 2005 |
| Club Sportivo Luqueño                | Paraguay     | 2005        |
| Herediano                            | Costa Rica   | 2005        |
| G.S. Loures                          | Portugal     | 2005 - 2006 |
| Cerro Corá                           | Paraguay     | 2006        |
| C.F. União                           | Portugal     | 2006 - 2007 |
| Foolad FC                            | Irán         | 2009        |
| CSD Municipal                        | Guatemala    | 2010        |
| Foolad FC                            | Irán         | 2011 - 2012 |
| Asociación Deportiva Carmelita       | Costa Rica   | 2013 - 2015 |
| Universidad de Costa Rica            | Costa Rica   | 2015 - 2016 |
| Liga Deportiva Alajuelense           | Costa Rica   | 2016        |
| Asociación Deportiva Carmelita       | Costa Rica   | 2017        |
| Turrialba FC                         | Costa Rica   | 2018        |
| Asociación Deportiva Carmelita       | Costa Rica   | 2019        |
| Selección de fútbol de Guinea-Bissau | Guinea-Bisáu | 2021 - 2022 |
| Asociación Deportiva Carmelita       | Costa Rica   | 2023 - 2024 |

## Palmarés
| Título           | Club        | Año  |
| ---------------- | ----------- | ---- |
| Torneo 1999-2000 | Alajuelense | 2000 |
| Torneo 2000-2001 | Alajuelense | 2001 |